# مسجد جامع بارجین
مسجد جامع بارجین مربوط به دوره آل مظفر است و در میبد، محله بارجین، سمت غرب جاده سنتو واقع شده و این اثر در تاریخ ۲ بهمن ۱۳۸۲ با شمارهٔ ثبت ۱۰۸۸۳ به‌عنوان یکی از آثار ملی ایران به ثبت رسیده است که در آن زمان اولین و بزرگ‌ترین فرش ماشینی با طراحی اختصاصی و یکپارچه حدودا 1000مترمربع می باشد که درتاریخ جمعه 26 مردادماه 1386 همزمان با ولادت امام حسین (ع)توسط تیمی از متخصصین ایرانی (گروه تخصصی فرش اسلیمی) طراحی، تولید و نصب گردید. 